# Alfredo Arias
Alfredo Rodríguez Arias (Buenos Aires, 4 marzo 1944) è un regista teatrale argentino naturalizzato francese.
Esordiente con Dracula (1966), nel 1969 si trasferì a Parigi e fu naturalizzato francese. Tra i suoi spettacoli più noti si ricordano Les peines de coeur d'un chatte anglaise (1977) e Dracula:opera rock (2006).

## Teatro

### Autore e regista
- Drácula el vampiro, Buenos Aires, 1966
- Aventuras, Buenos Aires, 1967
- Futura, Buenos Aires, 1968
- Love and Song, Buenos Aires, 1968
- Luxe, con Juan Stoppani, Parigi, 1973
- Notes, Parigi, 1976
- L’Étoile du Nord, con Geneviève Serreau e Julian Cairol, 1979
- Sortilèges, con Kado Kostzer, Parigi, 1983
- La Vie de Clara Gazul, con Danielle Vézolles, Parigi, 1986
- Famille d'Artistes, con Kado Kostzer, musiche di Astor Piazzolla, 1989
- Mortadela, con René de Ceccatty, 1992
- Fous des Folies, con René de Ceccatty, 1993
- Nini, da Nini Marshall, Parigi, 1995
- Faust Argentin, con René de Ceccatty e Jorge Schussheim, 1995
- Faust argentino, Teatro di Genova, 26 dicembre 1997
- Peines de cœur d'une chatte française, con René de Ceccatty, Nantes, 29 settembre 1999
- Concha Bonita, con René de Ceccatty, musiche di Nicola Piovani, 2002
- Pallido oggetto del desiderio, con René de Ceccatty, La Versiliana, 12 luglio 2002
- La Belle et les Bêtes, con René de Ceccatty, 2005
- Mambo mistico, 2005
- Divino Amore, con René de Ceccatty, 2007
- Cabaret Brecht,Tango, Broadway, 2009
- Trois Tangos, con Gonzalo Demaria, 2009
- Tatouage, 2009
- Buenos Arias: Hermanas et Cinelandia, con René de Ceccatty, 2012
- El Tigre, 2013
- Comédie pâtissière, 2015
- Madame Pink, commedia con cane e canzoni, con René de Ceccatty, musiche di Mark Plati e Mauro Gioia, Napoli, Teatro Mercadante, 1º marzo 2017; Parigi, Théâtre du Rond-Point, 13 marzo 2019.

### Regista lirico
- Die Lustige Witwe, di Franz Lehár, Spoleto, 25 giugno 1981.
- Les Indes galantes, di Jean-Philippe Rameau, Aix-en-Provence, 12 luglio 1990.
- Les contes d'Hoffmann, di Jacques Offenbach, direttore Eliahu Inbal, Parigi, Théâtre du Châtelet, 15 marzo 1991.
- The Rake's Progress, di Igor' Stravinskij, Aix-en-Provence, agosto 1992
- Les mamelles de Tirésias, di Francis Poulenc, Spoleto, 22 giugno 1994.
- Sogno di una notte di mezza estate, di Benjamin Britten, Teatro Regio di Torino, 24 gennaio 1995.
- I racconti di Hoffmann, di Jacques Offenbach, direttore Riccardo Chailly, Milano, Teatro alla Scala, 26 giugno 1995.
- Carmen, di Georges Bizet, Parigi, Opéra National de Paris-Bastille, 14 febbraio 1997.
- La corte de Faraón,  musica di Vicente Lleó, Madrid, Teatro de la Zarzuela, 27 marzo 1999.
- Il barbiere di Siviglia, di Gioachino Rossini, direttore Riccardo Chailly, Milano, Teatro alla Scala, 17 giugno 1999.
- La carrera de un libertino, di Igor' Stravinskij, Buenos Aires, Teatro Colón, 17 luglio 2001.
- María de Buenos Aires, musiche di Astor Piazzolla, libretto di Horacio Ferrer, Caen, 13 marzo 2003.
- Bomarzo, di Alberto Ginastera, Buenos Aires, Teatro Colón, 13 giugno 2003.
- Muerte en Venecia, di Benjamin Britten, Buenos Aires, Teatro Colón, 15 novembre 2004.
- Die Entführung aus dem Serail, di Wolfgang Amadeus Mozart, Montpellier, Opéra Comédie, 1 febbraio 2013.

## Filmografia
- Fuegos (1987)
- Bella vista (1992)
- Fanny camina (2021, co-diretto con Ignacio Masllorens)

## Opere
- Alfredo Arias, Folies-fantômes. Mémoires imaginaires, Seuil, 1997
- Alfredo Arias et René de Ceccatty, La belle et les bêtes, illustrations de Ruben Alterio, éditions Actes Sud-Papiers, 2005
- Alfredo Arias et René de Ceccatty, Divine amore, éditions Actes Sud-Papiers, 2007
- Alfredo Arias, L’écriture retrouvée. Entretiens avec Hervé Pons, éditions du Rocher, 2008
- Alfredo Arias, José Cuneo, El Tigre, Les contrebandiers éditeurs, 2013

## Riconoscimenti
- 1969 – Guggenheim Fellowship[1]
- 1978 – Prix du Plaisir du Théâtre per Peines de cœur d'une chatte française
- 1994 – Pegaso d'Oro (Festival dei Due Mondi di Spoleto) per Les mamelles de Tiresias
- 1993 – Premio Molière migliore spettacolo musicale per Mortadela
- 2000 – Premio Molière migliore spettacolo musicale per Peines de cœur d'une chatte française
- 2003 – Premio Molière alla carriera
- 2005 – Premio E.T.I. Gli Olimpici del Teatro miglior musical o commedia musicale per Concha Bonita